# 李納
李 納（り とう、759年 - 792年）は、唐代の軍人。平盧淄青節度使。祖先は高句麗の人。

## 経歴
李正己の子として生まれた。若くして奉礼郎となり、李正己の命を受け兵を率いて西北の防衛に派遣され、代宗の召見を受けて称賛された。殿中丞に抜擢され、侍御史を兼ね、紫金魚袋を賜った。検校倉部郎中となり、李正己の兵を統率し、淄州刺史をつとめた。大暦10年（775年）、李正己が兵を率いて田承嗣を討つと、李納は節度観察留後をつとめた。ほどなく青州刺史に転じ、行軍司馬をつとめた。曹州刺史・曹濮徐兗沂海留後を兼ね、さらに御史大夫を加えられた。
建中元年（780年）、李正己と田悦・梁崇義・張惟岳が唐に叛いた。建中2年（781年）、李正己が死去すると、李納はその死を数カ月秘密にした。李納が平盧淄青の軍を掌握すると、そのまま反乱を起こした。兵を濮陽で田悦に合流させた。河東節度使の馬燧が田悦を攻撃すると、李納は大将の衛俊に兵1000を与えて派遣して田悦を救援させたが、馬燧に洹水で敗れて、ほぼ全滅した。李納の従伯父の李洧は徐州で、李士真は徳州で、李長卿は棣州で、いずれも州ごと唐に帰順した。李納は李洧が一族を裏切ったのに怒り、兵を動員して徐州を包囲した。宣武軍節度使の劉洽が徳宗の命を受けて諸軍とともに徐州を救援すると、李納の兵は城下で敗れた。建中3年（782年）、濮陽城外でも劉洽に敗れた。李納は濮陽城の上から劉洽を見て、反乱を起こしたことを泣いて後悔し、判官の房説を派遣して弟の李経と長男の李承務とともに長安に入朝させ、帰順を請願させた。宦官の宋鳳朝が李納が窮乏しているのをみて、自分の功績にしようと、赦さないよう奏請した。そこで徳宗は房説らを禁中で拘束した。李納は本拠地の鄆州に帰ると、李希烈・朱滔・王武俊・田悦と謀議して再び反乱を起こし、斉王を称し、百官を置いた。
興元元年（784年）、徳宗が罪己詔を降すと、李納は唐に帰順し、検校工部尚書・平盧軍節度・淄青等州観察使を加えられた。ほどなく検校尚書右僕射・同中書門下平章事となった。ときに李希烈が陳州を包囲していたが、李納は兵を派遣して諸軍とともにこれを撃破し、陳州の包囲を解いた。貞元元年（785年）、検校司空を加えられた。鄆州大都督府長史となった。貞元8年（792年）5月癸酉、在官のまま死去した。享年は34。太傅の位を追贈された。
子に李承務・李師古・李師道・李師賢・李師智があった。

## 伝記資料
- 『旧唐書』巻124 列伝第74
- 『新唐書』巻213 列伝第138